# 苏南行政区
苏南行政区、苏南区是第二次国共内战末期中国共产党解放区和中华人民共和国建国初期，在今江苏省南部和上海市西部设置的一个省级行署区。

## 历史沿革
1949年4月，解放军发起渡江战役，逐步占领江苏全省。4月26日，苏南行政公署成立，驻地无锡市，隶属华东军政委员会，即后来的华东大行政区。中共苏南区党委（简称苏南区党委）亦在当月成立，隶属中共中央华东局。加上苏南军区，地方行政上的党政军三套班子由此完备。苏南区党委书记陈丕显，苏南行政公署主任管文蔚。1950年冬季经中央人民政府批准，增补了刘先胜、荣德生、钱孙卿为苏南人民行政公署副主任。
当时，苏南行政公署共辖无锡市和镇江、常州、苏州、松江4个专区，共计27个县、市。无锡市下辖无锡县和3个指导区。7月，成立太湖行政办事处。
出于苏南为新解放区、苏北为革命老区的政治现实，中华人民共和国建立之初，新政府仍持续苏北、苏南两个行政区的划分，未恢复民国时期江苏省的设置。1950年4月至9月间，苏南行政公署曾短暂改名为江苏省苏南人民行政公署。当年，苏州市由苏南人民行政公署直辖。
1952年11月15日，中央人民政府委员会第十九次会议通过《关于调整省、区建制的决议》。决议第三条规定，成立江苏省人民政府，撤销苏北人民行政公署与苏南人民行政公署。两个行政公署辖区与南京直辖市辖区构成新的江苏省境。同时，成立中共江苏省委，撤销苏南区党委。江苏省人民政府于次年1月1日正式成立。苏南区党委有842卷，苏南人民行政公署有5181卷，共计六千卷档案留存，现藏于江苏省档案馆。

## 备注
1. ↑  江苏省人民政府主席谭震林在1953年1月宣布江苏省人民政府正式成立的报告中称，1949年取得江苏全境时，因苏北为革命老区，苏南为新解放区，故划分为两个行署区[3]。